# Olivia P'tito

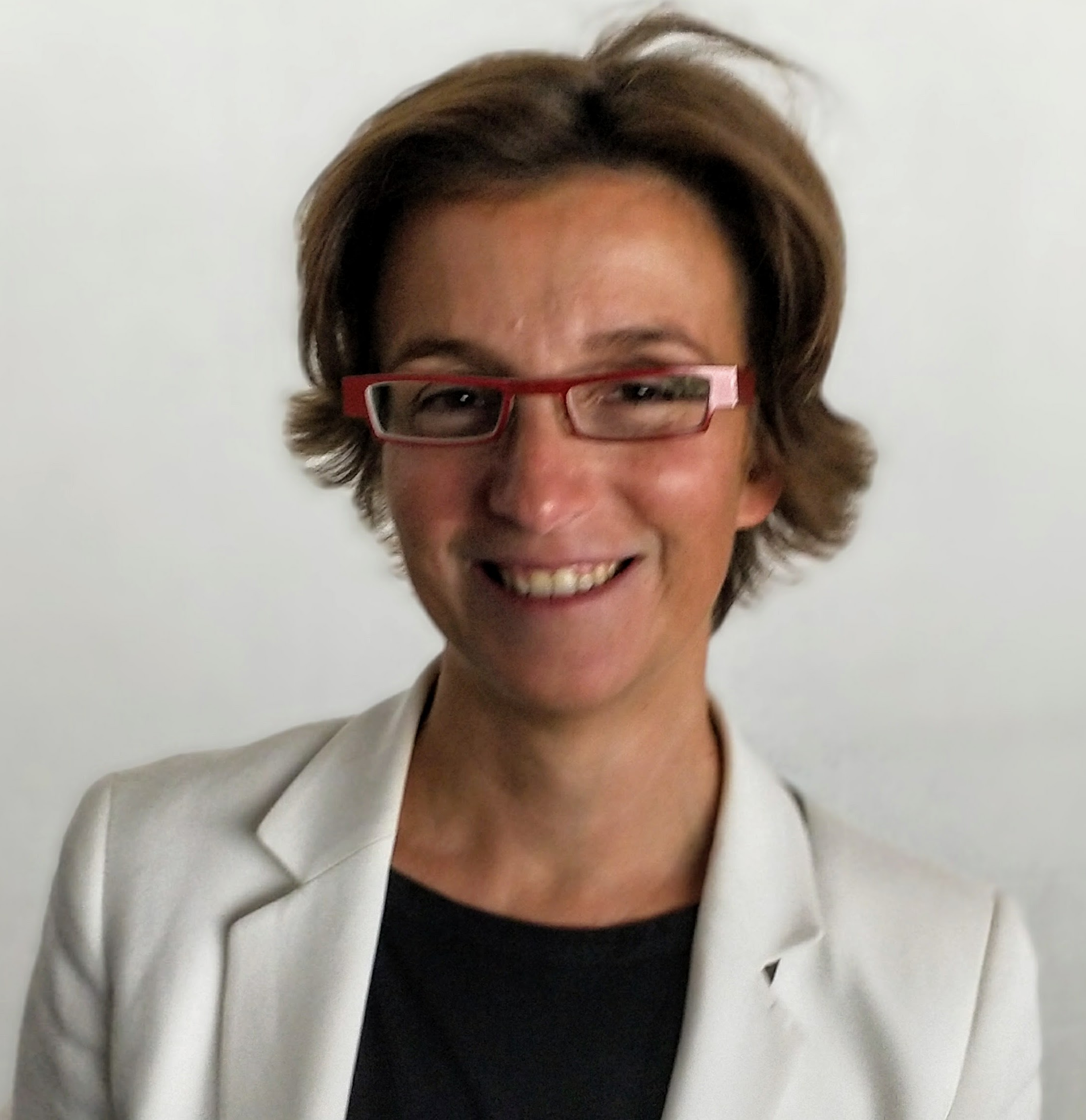
Olivia P'tito

Olivia P'tito (Elsene, 25 augustus 1973) is een Belgisch politica voor de PS.

## Levensloop
P'tito studeerde in 1997 af als licentiaat in de rechten, optie sociaal recht aan de ULB en voltooide in 2009 een aanvullende master in het milieurecht aan de Facultés universitaires Saint-Louis in Brussel.
Van 1999 tot 2004 werkte zij als juridisch adviseur op de dienst sociale studies van de socialistische vakbond FGTB en van 2003 tot 2004 was zij eveneens raadgever voor tewerkstelling en sociale zekerheid op het kabinet van toenmalig vicepremier Laurette Onkelinx.
Van juli 2004 tot juni 2013 zetelde P'tito voor de PS in het Brussels Hoofdstedelijk Parlement, waar ze van 2005 tot 2009 voorzitter was van de commissie Leefmilieu, Natuurbehoud en Waterbeleid en van 2010 tot 2013 ondervoorzitter was van de PS-fractie. Daarnaast legde ze zich toe op het economisch beleid en het beleid rond werkgelegenheid en wetenschapsbeleid. Ook kwam ze meermaals tussenbeide over jeugdwerkloosheid en het luik jeugdtewerkstelling binnen de doorstromingsprogramma's die kwetsbare jongeren toelaten om zich opnieuw te integreren op de arbeidsmarkt.
Op lokaal politiek niveau was P'tito van 2006 tot 2018 gemeenteraadslid van Sint-Jans-Molenbeek. Daar was ze van 2003 tot 2013 tevens gedelegeerd bestuurder van instanties als het opleidings- en tewerkstellingsbureau Mission Locale de Molenbeek en de daaraan verbonden vzw Molenbeek Formation, die opleidingen aanbiedt.
In juni 2013 verliet P'tito de regionale politiek om directeur-generaal te worden van het gewestelijke beroepsopleidingscentrum Bruxelles Formation, een functie die ze bekleedde tot in december 2024.
In oktober 2024 werd zij vanop de tweede plaats op de Lijst van de Burgemeester verkozen in de gemeenteraad van Koekelberg, waar ze inmiddels woonde. Uittredend burgemeester Ahmed Laaouej besloot zich echter toe te leggen op zijn parlementaire mandaten en vanwege het cumulverbod geen nieuw mandaat als burgemeester op te nemen. Hierdoor was het Olivia P'tito die werd voorgedragen als burgemeester, een functie die zij sinds december 2024 uitoefent. Ze nam daarnaast de bevoegdheden Financiën, Stedenbouw, Veiligheid, Bevolking, Evenementen, Personeelsbeleid, Communicatie en Energietransitie op zich.